# Base aérienne 276 Saint-Astier
La base aérienne 276 Saint Astier est une ancienne base aérienne utilisée par l'Armée de l'air française près de Saint-Astier, dans le département de la Dordogne.
Elle a été créée à la Libération, pour y installer l'entrepôt 607, dépendant du service du Matériel de l'Armée de l'air.
Cette base ne comportait pas de piste.
En 1966, la France quittant le système de défense intégré de l'OTAN, l'Armée de l'air restitue le matériel, essentiellement américain, et se replie sur la base de Romanet, près de Limoges.
La base aérienne 276 est dissoute le 31 mars 1969.
Le CNEFG de la Gendarmerie mobile y est implanté à compter de cette date.

## Sources
- http://mondedesgendarmes.free.fr/naissance_ecole.htm